# MMM (motorfietsmerk)
MMM is een historisch motorfietsmerk.
De afkorting MMM staat voor Motorenwerk München-Mannheim AG, München (1925-1927).
MMM was een Duits merk dat uitsluitend een 148 cc tweetaktmodel bouwde.